# Capella de l'Antiga
La Capella de l'Antiga o Santa Maria de la Riera és una capella situada a la plaça de Josep Mestres del municipi de Blanes (Selva) inclosa en l'Inventari del Patrimoni Arquitectònic de Catalunya.
És una església d'una sola nau, amb una absidiola presidida per una imatge de la Verge. La façana, molt senzilla, té una porta d'arc rebaixat, un ull de bou i un petit campanar d'espadanya.

## Descripció
Ermita formada per una nau de cinc trams, coberta amb volta de canó i disposa de presbiteri, absis semicircular, sagristia i un cor als peus de la nau. Des de l'absis s'accedeix a la sagristia, construïda fora del recinte de l'església. El primer que trobem a l'accedir a la capella és un petit vestíbul que es troba separat de la nau per mitjà d'un envà. La nau és una planta rectangular de 16,70 m de llarg i una amplada màxima de 4,70 m, amb una alçada total interior de 6,13 m.
La coberta està formada per una volta de canó rebaixat i interceptat per llunetes, dividida en cinc trams delimitats per arcs faixons de mig punt rebaixat, que recolzen directament sobre els murs de tancament laterals. L'absis semicircular està cobert amb volta de quart d'esfera, i presenta dues obertures arc de mig punt. Als peus de la nau i sobre l'accés trobem el cor. Està sobre elevat de la resta de la nau. La coberta de l'edifici és un teula àrab a dues aigües. Sobre la façana principal trobem un campanar d'espadanya típic de la població. La façana principal conté un portal d'accés amb obertura llindada i arc de mig punt rebaixat de pedra. A banda i banda de la porta d'accés i adossades als brancals de l'obertura, trobem dues petites finestres quadrades de carreus ben treballats i sobre la porta un òcul.

## Història
L'any 986, amb la invasió àrab protagonitzada pel càbdill Al-Mansur, la capella va ser profanada però no destruïda, quedant solament les parets i el portal. Originàriament pertanyia a la jurisdicció de Palafolls, tant en la part eclesiàstica com en la civil, coneguda per Santa Maria de la Riera. No serà fins al 14 de novembre de 1603, l'ermita no passa al terme de Blanes, amb motiu que en Gastó de Montcada, Marquès d'Aitona, signa un document, allargant el terme blanenc fins al riu Tordera. En ser allargassat el terme, l'ermita va incorporar-se a la població de Blanes i va prendre el nom de l'ermita de Nostra Senyora de l'Antiga. El capellà encarregat de la custòdia de l'Antiga ensenyava música i gramàtica als infants de Blanes, com també ho feia el capellà encarregat de la capella de l'Hospital de Sant Jaume dels Pobres. En el context de la Guerra de Successió, l'ermita és emprada pel consell de la vila per dur-hi a terme les reunions.
El 27 de juny de l'any 1758, l'Ajuntament i els obrers de l'ermita van presentar al bisbe de Girona, Manuel Antonio de Palermo Rallo, un document signat pel rector, Feliu Boter, i el batlle de Blanes, Francesc Artimbau, en el qual demanaven permís per vendré un hort i dues cases unides a l'ermita de l'Antiga. En sortí un comprador, Jaume Fàbregas, i l'escriptura se signà el 31 d'octubre de 1758. Tot i això anys més tard, concretament en el 1858, l'Ajuntament va comprar les dues cases venudes temps enrere. El venedor era Joan Fàbregas, que les havia adquirides del seu avi l'any 1758. L'any 1854, es van instal·lar a la vila les germanes religioses Filles de Maria. Aquestes establiran un vincle molt estret amb l'ermita, ja que s'autoritzarà a les religioses a obrir una porta a dalt del cor de l'ermita per tal de comunicars-hi – cal tenir en compte que vivien en unes cases al costat de l'ermita- i així no haver de sortir per les celebracions del culte i utilitzar-la per es seves oracions. Les monges hi feren classe durant molts anys, concretament fins a l'any 1880 en què marxaren de Blanes.
Des del 1880 la custòdia i administració de l'ermita en tenen cura dos veïns del barri de la Massaneda, que inclou el carrer de l'Antiga, i que són escollits pel senyor rector de la Parròquia de Santa Maria de Blanes, prèvia consulta del veïnat. Després de la destrucció de 1936, les ruïnes van ser reconstruïdes d'una manera provisional per poder realitzar missa. Per a la celebració del culte, es va acabar utilitzant la imatge de la Mare de Déu, feta per l'artista blanenc Jaume Coll i Puig. L'artista que es va inspirar en l'antiga escultura que presidia l'església parroquial de Santa Maria de Blanes, i que l'any 1936 també va ser destruïda, com també es va encarregar de dirigir artísticament tota l'ermita. Després de la reconstrucció del temple, el 20 de gener de 1963, sobre la base de la reconstrucció provisional de les runes de l'ermita que va tenir lloc ebtre 1938-40, es va duu a terme la benedicció del temple. La cerimònia va ser conduïda pel bisbe de la Diòcesi de Girona, Josep Cartañá Inglés, esdevenint l'ermita sufragània de la parròquia de Santa Maria de Blanes.
La seva capacitat i les seves característiques de sonoritat permeten que també s'hi celebrin vetllades culturals com concerts i recitals literaris. El capellà encarregat de mantenir-hi el culte, que era l'organista de la parròquia, hi ensenyava música.